# Жаба в окропі

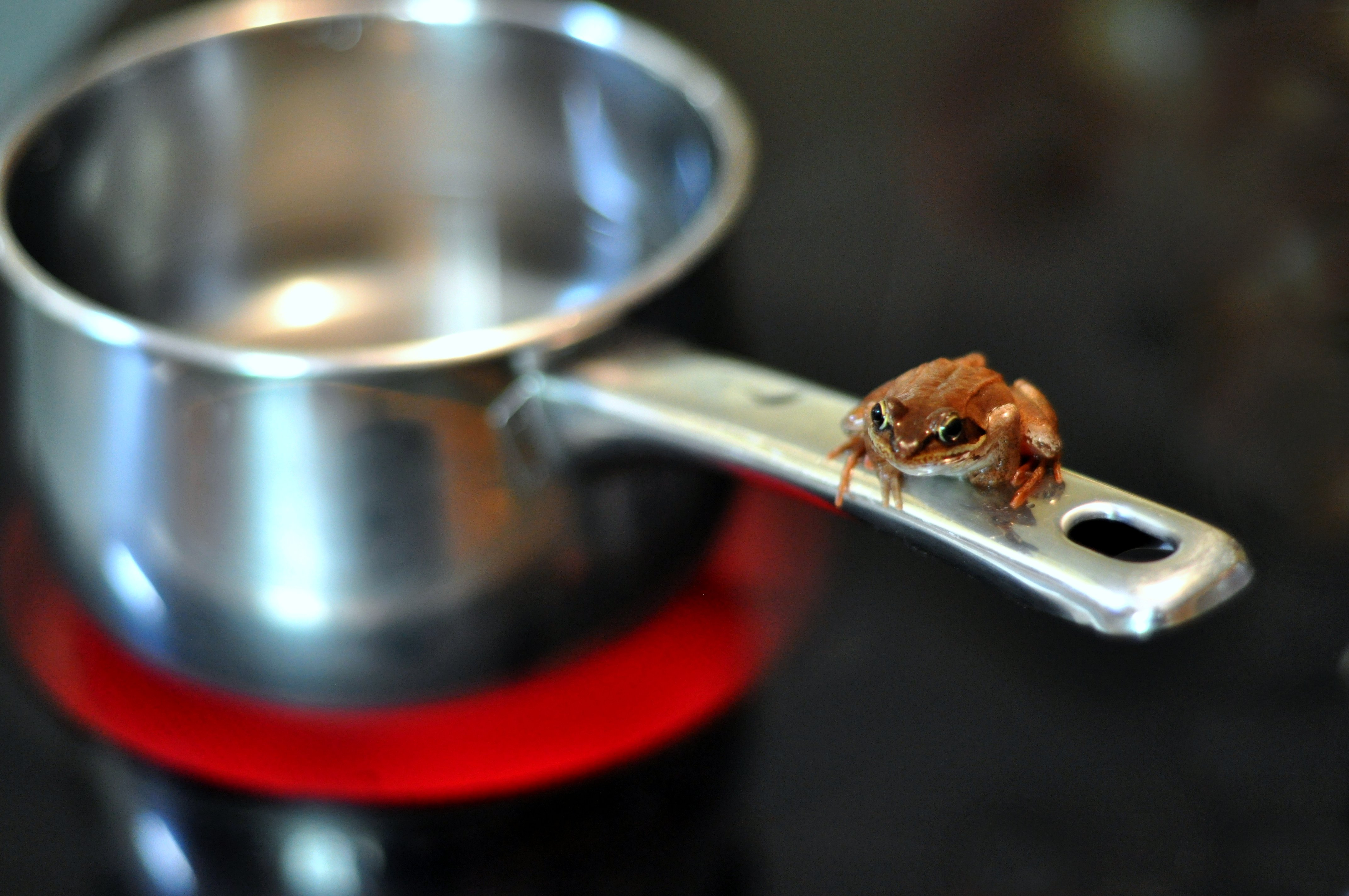

Жаба в окропі — науковий анекдот (при цьому — експеримент реально проводився в XIX столітті), що описує повільне варіння живої жаби.
Суттю експерименту є припущення про те, що якщо жабу помістять в киплячу воду, вона вистрибне, але якщо вона буде перебувати в холодній воді, яка повільно нагрівається, то вона не буде сприймати небезпеку і буде повільно гинути.
Історію зазвичай використовують з метою застереження, як метафоричне зображення нездатності чи небажання людей реагувати або усвідомлювати зміни, які відбуваються поступово, а не раптово, та призводять до небажаних наслідків, виправити які стає надто пізно.
За даними сучасних біологів, експеримент не може бути закінчений успішно, оскільки жаба, занурена у воду, при поступовому нагріванні вискочить, якщо у неї буде така можливість. Тим не менш, деякі подібні експерименти XIX століття вказували, що смерть жаби таки може настати, але за умови дуже поступового нагрівання води.